# 猜拿迪普·桑格辛
猜拿迪普·桑格辛（發音：[t͡ɕʰā.nāː.tʰíp sǒŋ.krā.sǐn]，1993年10月5日—）是泰國的職業足球運動員，司職中場，现效力于泰國甲組足球聯賽球队巴吞聯。

## 職業生涯

### 蒙通聯
2016年猜拿迪普以租借的身份加盟泰超球队蒙通联。

### 札幌岡薩多
2019年2月1日，猜拿迪普从蒙通联转会至札幌冈萨多。
猜拿迪普租借至J聯賽後，於2017年7月28日的日本聯賽盃附加賽中首度上場。

### 川崎前锋
猜拿迪普转会至日職球会川崎前锋。

## 榮譽

### 俱樂部
BEC特羅薩薩納
- 泰國聯賽杯冠軍 : 2014

蒙通联
- 泰國甲組聯賽冠軍 : 2016
- 泰國聯賽杯冠軍 : 2016
- 泰國冠軍盃冠軍 : 2017

北海道札幌岡薩多
- 日本聯賽盃亞軍 : 2019

川崎前锋
- 日本甲組職業足球聯賽亞軍 : 2022

巴吞聯
- 泰國聯賽杯冠軍 : 2023–24

### 國家隊
泰國U19
- 東南亞U19冠軍 : 2011

泰國國家隊
- 東盟足球錦標賽冠軍 : 2014, 2016, 2020

### 個人
- 東盟足球錦標賽MVP : 2014, 2016, 2020
- J聯賽年度最佳陣容 : 2018[3]

### 其他
- 德雷古納蓬勳章一等獎章/七等: 2015[4]

## 外部連結
- 进球网中的资料 （页面存档备份，存于）
- Soccerway資料庫：猜拿迪普·桑格辛